# Новобрёхово
Новобрёхово — хутор в Новомосковском административном округе Москвы, входит в поселение Кокошкино. До 1 июля 2012 года входил в Наро-Фоминский район Московской области, до 2010 года — в Одинцовский.
Хутор расположен в окружении многочисленных дачных и коттеджных посёлков в 800 м к северо-востоку от хутора Брёхово.

## История
История хутора Новобрёхово связана с селом Брёхово (ныне Наро-Фоминского района), расположенным к юго-западу от хутора. Первое упоминание села относится к 1627 году, когда писцовое описание зафиксировало «на речке Незнани сельцо Брехово, Тишино тож, — вотчину Якова Тимофеевича Витовтова».
Деревня Новое Брёхово впервые упоминается в материалах переписи 1926 года, где говорится о 7 хозяйствах и 29 постоянных жителях.
До 2010 года хутор Новобрёхово находился в составе Одинцовского района Московской области и входил в сельское поселение Жаворонковское, отдельным законом Московской области он был передан в Наро-Фоминский район в состав поселения Кокошкино).
С 1 июля 2012 года хутор вместе со всем поселением Кокошкино был включён в состав Москвы в ходе её расширения.

## Население
| 1989 | 2002 | 2006 | 2010 |
| ---- | ---- | ---- | ---- |
| 14   | ↘0   | ↗1   | ↘0   |

По данным переписи 1989 года на хуторе Новобрёхово числилось 4 хозяйства и 14 постоянных жителей.